# Плитко: Како Интернет мења начин на који мислимо, читамо и памтимо
Плитко: како Интернет мења начин на који мислимо, читамо и памтимо (енгл. The Shallows: What the Internet Is Doing to Our Brains) је приручник америчког аутора Николаса Кара (енгл. Nicholas Carr), објављен 2010. године. Српско издање објавила је издавачка кућа "Хеликс" 2013. године у преводу Огњена Стрпића и Бојан Стојановића.

## О аутору
Николас Кар је рођен у Синсинатију, Охајо, Сједињене Америчке Државе. Био је извршни уредник Harvard Business Review-а, писао је за The Atlantic, New York Times, Wall Street Journal и Wired. Живи у Колораду.

## О књизи
Пре него што је написао књигу Плитко Николас Кар је написао есеј Да ли нас Гоогле заглупљује? у часопису The Atlantic и изазвао низ полемика, одобравања, негодовања, преиспитивања, али и озбиљних научних истраживања.
Своја сазнања и проучавања утицаја дигиталне технологије и културе на когнитивне способности људи, Кар је преточио у књигу Плитко.
Тема књиге је парадокс модерних времена: информације никада нису биле доступније, комплетно знање цивилизације је на дохват руке, на располагању су нам рачунари, мобилни телефони и таблети и друго, а то нас није учинило паметнијим.
Огромна количина информација у дигиталном облику, стална повезаност са интернетом и стварање читавих супкултура виртуелног живота на друштвеним мрежама, узели су свој данак. Николас Кар сматра да савремени читаоци губе способност за дубље читање текста, нису у стању да се усредсреде на писану реч, слабије памте јер су уљуљкани у то да увек и све могу да пронађу на Мрежи.
Кар са књигом не даје никаква суморна нити утопистичка предвиђања. Он нуди историјски увид у то да на дуги рок сам медиј, више него садржај медија, утиче на наше размишљање и деловање. Као прозор у свет и у нас саме, овај медиј обликује оно што видимо и како то видимо. И на крају, ако се њиме довољно служимо, он нас мења, и као појединце и као друштво. Сматра да интернет као медиј може изменити наш мозак.

## Награде
Књига је номинована за Пулицерову награду за општу публицистику 2011. године.